# James L. Venable
Pour les articles homonymes, voir Venable (homonymie).
James L. Venable est un compositeur de musique de film américain. Parents Marlin L. Venable, Daniel L. Venable.

## Filmographie
- 1995 : Repentance
- 1996 : Le Laboratoire de Dexter (série télévisée)
- 1999 : The Chimp Channel (série télévisée)
- 2000 : Clerks
- 2001 : Tunnel Vision
- 2001 : Jay et Bob contre-attaquent (Jay and Silent Bob Strike Back)
- 2001 : Imp, Inc. (TV)
- 2001 : Samouraï Jack (série télévisée)
- 2002 : Les Supers Nanas, le film (The Powerpuff Girls)
- 2002 : 3-South (série télévisée)
- 2003 : Scary Movie 3
- 2003 : Star Wars: Clone Wars (série télévisée)
- 2004 : Eurotrip
- 2004 : Père et Fille (Jersey Girl)
- 2004 : The Year of the Yao
- 2005 : Deuce Bigalow: European Gigolo
- 2005 : Venom
- 2006 : Scary Movie 4
- 2006 : Clerks 2
- 2007 : Happily N'Ever After
- 2008 : Super Héros Movie (Superhero Movie)
- 2008 : Zack & Miri font un porno (Zack and Miri Make a Porno)